# Neoconis unam
Neoconis unam är en insektsart som beskrevs av Monserrat 1985. Neoconis unam ingår i släktet Neoconis och familjen vaxsländor. Inga underarter finns listade i Catalogue of Life.